# Куза Вода (Поприкани)
Куза Вода (рум. Cuza Vodă) насеље је у Румунији у округу Јаши у општини Поприкани. Oпштина се налази на надморској висини од 84 m.

## Становништво
Према подацима из 2002. године у насељу је живело 580 становника, од којих су сви румунске националности.